# Tifón Man-yi (2013)
El tifón Man-yi fue una tormenta muy severa que trajo vientos muy fuertes e inundaciones repentinas a Japón a mediados de septiembre. El tercer tifón de la temporada de tifones en el Pacífico de 2013, Man-yi, se identificó el 10 de septiembre. Se convirtió en tormenta el 12 de septiembre y alcanzó la intensidad máxima el 15 de septiembre. Japón estaba experimentando vientos superiores a 30 nudos. El tifón Man-yi se volvió extratropical el 16 de septiembre y se disipó por completo el 20 de septiembre en la región de la península de Kamchatka, trayendo fuertes vientos hasta el 25 de septiembre.

## Historia meteorológica
Una gran perturbación se formó cerca de las Islas Marianas del Norte a última hora del 9 de septiembre. A última hora del 11 de septiembre, la JMA informó que la perturbación se intensificó hasta convertirse en una depresión tropical que se había desarrollado a unos 565 km (350 millas) al noreste de Saipán, en las Islas Marianas del Norte. Fue designado como 16W por el JTWC y JMA se actualizó a una tormenta tropical nombrándolo Man-yi el 13 de septiembre, moviéndose hacia el norte y luego hacia el oeste el 13 de septiembre. Man-yi aún comenzó a intensificarse y se hizo más grande más tarde ese día, ya que cayó una presión de 20 milibares.
A última hora del 14 de septiembre, Man-yi se convirtió en una tormenta tropical severa, absorbiendo poco aire seco y dejando un pequeño ojo desequilibrado. Man-yi comenzó a moverse hacia Japón generando vientos más fuertes hacia Japón el 15 de septiembre y tocó tierra el 16 de septiembre cerca de Toyohashi, prefectura de Aichi.

## Preparativos e impacto
Durante el 14 de septiembre, cuando los vientos comenzaron a ser más fuertes, se ordenaron evacuaciones a muchos lugares. En Kioto, se ordenó la salida de 268.000 residencias y alrededor de 81.000 en Fukuchiyama.
En Kioto, el 16 de septiembre, se ordenó a 260.000 personas de la ciudad que fueran evacuadas a refugios. También se ordenó a cientos de miles de personas que evacuaran principalmente el lado oeste de Japón. La JMA emitió una "advertencia especial" para tres prefecturas de Fukui, Kioto y Shiga en el oeste de Japón . Más de 70 personas resultaron heridas y al menos una persona murió. El gobierno de Japón estableció grupos de trabajo de emergencia y empleó equipos de rescate. Muchas casas se inundaron y alrededor de 80.000 se quedaron sin electricidad en el oeste y centro de Japón. Los trenes en Tokio y sus alrededores se suspendieron en su mayoría y cientos de vuelos quedaron en tierra.
La tormenta tocó tierra por primera vez en Toyohashi, prefectura de Aichi, a las 08:00 a. m. del 15 de septiembre, ya que se informó que 2 personas murieron y 6 desaparecieron. Durante las horas de la mañana del 16 de septiembre, otras 4 personas murieron por la caída de árboles, deslizamientos de tierra e inundaciones repentinas. Según la Agencia Meteorológica de Japón, las precipitaciones en las 48 horas hasta el lunes por la mañana alcanzaron unos 300 mm en partes de las ciudades de Kioto y Ōtsu, más de lo que suelen obtener durante todo el mes. La precipitación superó los 500 mm en partes de Mie y Nara, dijo la agencia. En Osaka, alrededor de 290.000 residentes en el área del puerto de la ciudad se vieron obligados a huir el lunes por la mañana. Aunque la orden de evacuación se levantó esa tarde, los funcionarios advirtieron que las furiosas corrientes del río aún eran peligrosas.
Las tormentas eléctricas severas asociadas con el tifón resultaron en un brote de tornado localizado con nueve tornados aterrizando; ninguno de estos excedió la intensidad de F1.
A las 09:00 p. m. del 17 de septiembre, el tifón Man-yi se había debilitado hasta convertirse en un ciclón extratropical frente a Hokkaidō, donde se proyectaba que caería hasta 150 mm de lluvia a última hora de la tarde del martes, dijo la agencia. Los daños en todo Japón fueron enormes, la pérdida total alcanzó los 160 mil millones de yenes (1,62 mil millones de dólares estadounidenses).